# Lareiga intermedia
Lareiga intermedia là một loài tò vò trong họ Ichneumonidae.